# Agnis Čavars
Agnis Čavars (Ķekava, 31 juli 1986) is een Lets basketballer.

## Carrière
Čavars speelde van 2004 tot 2016 als prof voor clubs in Letland, Zweden en Duitsland. Zo speelde hij bij clubs als ASK Riga, Mitteldeutscher BC, Södertälje Kings en BK Barons LMT. In 2016 stapte hij over op 3x3 basketbal, hij nam deel aan internationale toernooien met teams als: Team Riga, Ghetto Basket, Riga Ghetto Basket, RIGA Ghetto, Team Ķekava en tal van gelegenheidsteams. Het vaaks kwam hij uit voor Team Riga in de hoogste competities. Hij won anno 2022 elf World Tour-wedstrijden en was eenmaal de eindwinnaar van de World Tour daarnaast won hij verschillende malen podiumplaatsen.
Hij speelde sinds 2016 ook voor het nationale team waarmee hij in 2017 Europees kampioen werd en het jaar erop zilver wonnen op het EK. Het jaar erop wonnen ze zilver op het wereldkampioenschap. In 2021 werd hij olympisch kampioen met Letland na een 21-18 overwinning tegen de Russische ploeg.

## Erelijst 3x3

### Olympische Spelen
- 2021:  Tokio

### Wereldkampioenschap
- 2019:  Nederland

### Europees kampioenschap
- 2017:  Nederland
- 2018:  Roemenië

### World Tour
- 2017:  WT Lausanne
- 2017:  WT Chengdu
- 2017: 4e WT Bloomage Beijing Finale
- 2018:  WT Lausanne
- 2018:  WT Debrecen
- 2018:  WT Hyderabad
- 2018:  WT Chengdu
- 2018:  WT Bloomage Beijing Finale
- 2019:  WT Doha
- 2019:  WT Chengdu
- 2019:  WT Praag
- 2019:  WT Debrecen
- 2019:  WT Jeddah
- 2019:  WT Utsunomiya Finale
- 2020:  WT Debrecen
- 2020:  WT Hongarije
- 2020:  WT Doha
- 2020:  WT Jeddah Finale
- 2021:  WT Debrecen
- 2021:  WT Abu Dhabi
- 2021:  WT Mexico-Stad
- 2022:  WT Montreal
- 2022:  WT Cebu
- 2022:  WT Riyadh

2020: Agnis Čavars & Edgars Krūmiņš & Kārlis Lasmanis & Nauris Miezis ·
2024: Jan Driessen & Dimeo van der Horst &  Arvin Slagter & Worthy de Jong